# Bručoun sladkovodní
Bručoun sladkovodní (Scortum barcoo) je druh ryby z čeledi Terapontidae, známý pod názvy Barcoo grunter a jade perch.

## Popis
Tato ryba má robustní tělo a malou hlavu. Tělo je nahnědlé s tmavšími skvrnami a tmavšími ploutvemi. Maso bručouna je sladké a šťavnaté, bez mezisvalových kostí. Je bohaté na živiny, zejména vysoce nenasycené mastné kyseliny. Studie provedená Australskou vědeckou a průmyslovou výzkumnou organizací pro společné bohatství (CSIRO) v roce 1998 ukázala, že mezi 200 testovanými druhy mořských plodů obsahoval bručoun sladkovodní nejvyšší hladinu omega-3, což bylo přibližně 3krát více než u volně žijících lososa atlantského (salmo salar) a okouna barramundi (robalo stříbřitý). Roste extrémně rychle a je velmi vhodný pro akvakulturu v oblastech s mírným, subtropickým až tropickým podnebím. V podmínkách umělé akvakultury mohou růst do konzumní velikosti 6 až 10 měsíců.
V poslední době[kdy?] roste zájem o diverzifikaci druhů na podporu rozvoje udržitelné akvakultury. Rychle rostoucí bručoun sladkovodní, který může růst při vysoké hustotě v recirkulačních akvakulturních systémech (RAS), je slibným kandidátem na akvakulturní chov. V současné době je tento druh chován jak v rybnících, tak v recirukulačních systémech nejen v Austrálii, ale také v Číně, Malajsii nebo třeba Belgii. Dosahuje maximální délky asi 50 cm.

## Rozšíření
Je endemický v Austrálii, kde jej lze nalézt v určitých velkých řekách, včetně řeky Barcoo. Je rozmnožován v líhních.

## Biologie
Bručoun sladkovodní je všežravá ryba. Loví především korýše, hmyz, měkkýše a ryby.